# Staffhorst
Staffhorst község Németországban, Alsó-Szászországban, a Diepholzi járásban. Lakosainak száma 520 fő (2023. december 31.).